# Гиперболическое зацепление

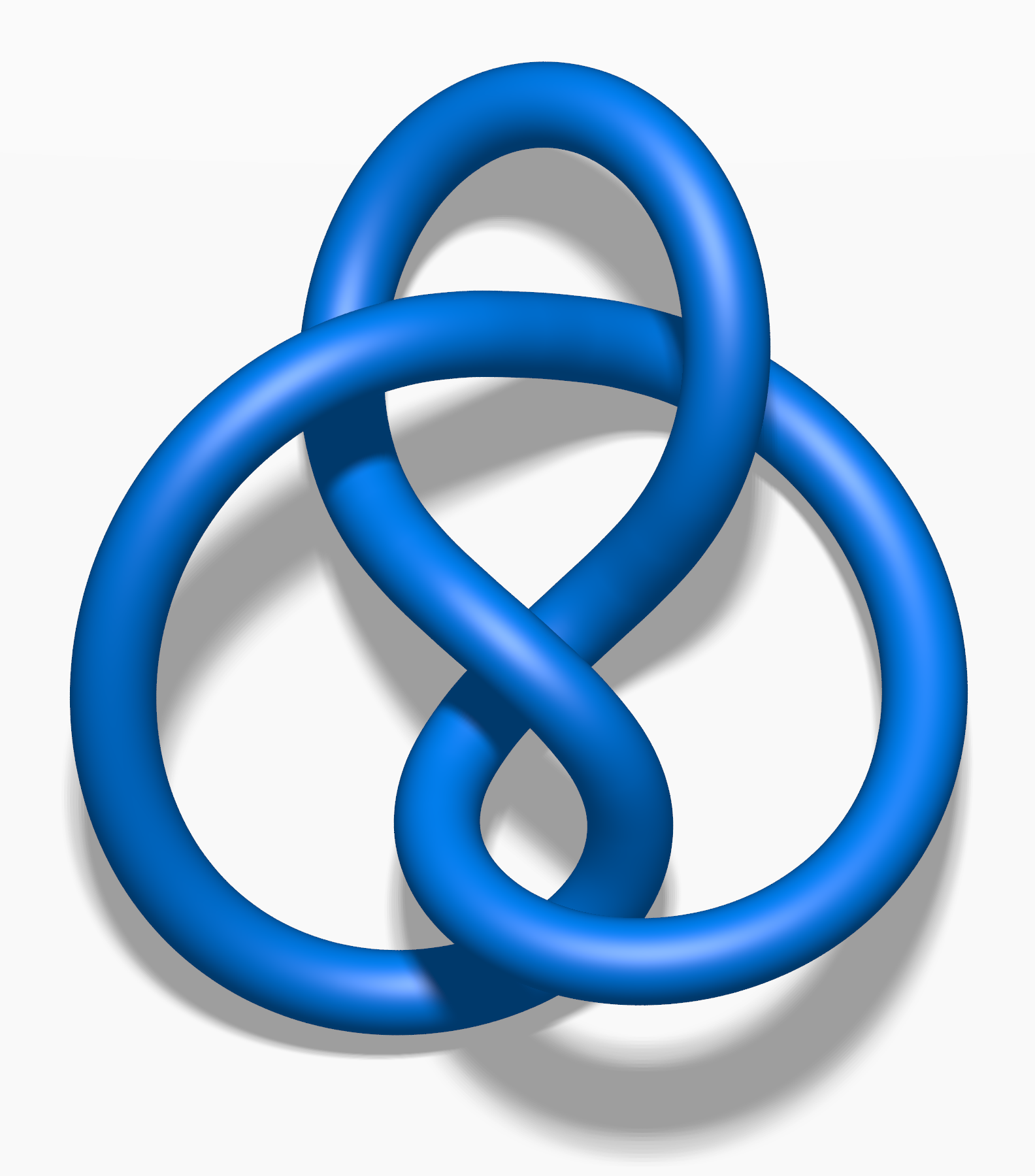
Узел 4_{1} (восьмёрка)

Гиперболическое зацепление — зацепление в 3-сфере с дополнением, имеющим полную риманову метрику постоянной отрицательной кривизны, то есть локально идентичной пространству Лобачевского.
Гиперболический узел — гиперболическое зацепление, состоящее из одной компоненты.
Из работы Уильяма Тёрстона вытекает, что любой узел либо гиперболический, либо торический, либо сателлитный.
Как следствие, «большинство» узлов являются гиперболическими.
Аналогичное верно и о гиперболических зацеплениях.
Вследствие Тёрстоновской теоремы о гиперболической хирургии Дена, осуществляя хирургии Дена на гиперболическом зацеплении, можно получить много больше гиперболических 3-многообразий.

## Примеры

Кольца Борромео являются гиперболическим зацеплением.

- Кольца Борромео  — пример гиперболического зацепления.
- Любое неразводимое[англ.] простое альтернированное зацепление, не являющееся торическим, согласно работам Вильяма Менаско[англ.], является гиперболическим.
- Узел 4₁
- Узел 5₂
- Узел 6₁
- Узел 6₂[англ.]
- Узел 6₃[англ.]
- Узел 7₄
- Узел 10 161
- Узел 12n242[англ.]